# Montsurvent
Montsurvent és un municipi francès situat al departament de la Manche i a la regió de Normandia. L'any 2007 tenia 332 habitants.

## Demografia

### Població
El 2007 la població de fet de Montsurvent era de 332 persones. Hi havia 131 famílies de les quals 37 eren unipersonals (12 homes vivint sols i 25 dones vivint soles), 41 parelles sense fills, 45 parelles amb fills i 8 famílies monoparentals amb fills.
La població ha evolucionat segons el següent gràfic:
Habitants censats

### Habitatges
El 2007 hi havia 162 habitatges, 138 eren l'habitatge principal de la família, 15 eren segones residències i 8 estaven desocupats. 156 eren cases i 4 eren apartaments. Dels 138 habitatges principals, 109 estaven ocupats pels seus propietaris, 29 estaven llogats i ocupats pels llogaters i 1 estava cedit a títol gratuït; 1 tenia una cambra, 5 en tenien dues, 21 en tenien tres, 45 en tenien quatre i 67 en tenien cinc o més. 104 habitatges disposaven pel capbaix d'una plaça de pàrquing. A 63 habitatges hi havia un automòbil i a 61 n'hi havia dos o més.

### Piràmide de població
La piràmide de població per edats i sexe el 2009 era:
| Homes | Edats   | Dones |
| ----- | ------- | ----- |
| 0     | 95 o +  | 4     |
| 0     | 90 a 94 | 4     |
| 0     | 85 a 89 | 4     |
| 4     | 80 a 84 | 4     |
| 8     | 75 a 79 | 8     |
| 16    | 70 a 74 | 12    |
| 8     | 65 a 69 | 20    |
| 0     | 60 a 64 | 8     |
| 4     | 55 a 59 | 0     |
| 4     | 50 a 54 | 4     |
| 20    | 45 a 49 | 4     |
| 12    | 40 a 44 | 8     |
| 4     | 35 a 39 | 12    |
| 0     | 30 a 34 | 8     |
| 12    | 25 a 29 | 12    |
| 16    | 20 a 24 | 12    |
| 16    | 15 a 19 | 12    |
| 12    | 10 a 14 | 0     |
| 4     | 5 a 9   | 4     |
| 4     | 0 a 4   | 0     |

## Economia
El 2007 la població en edat de treballar era de 183 persones, 145 eren actives i 38 eren inactives. De les 145 persones actives 130 estaven ocupades (71 homes i 59 dones) i 14 estaven aturades (7 homes i 7 dones). De les 38 persones inactives 18 estaven jubilades, 11 estaven estudiant i 9 estaven classificades com a «altres inactius».

### Ingressos
El 2009 a Montsurvent hi havia 134 unitats fiscals que integraven 331 persones, la mediana anual d'ingressos fiscals per persona era de 14.172 €.

### Activitats econòmiques
Dels 11 establiments que hi havia el 2007, 1 era d'una empresa extractiva, 2 d'empreses de fabricació d'altres productes industrials, 3 d'empreses de construcció, 1 d'una empresa de comerç i reparació d'automòbils, 1 d'una empresa d'hostatgeria i restauració, 2 d'empreses immobiliàries i 1 d'una empresa classificada com a «altres activitats de serveis».
Dels 4 establiments de servei als particulars que hi havia el 2009, 1 era un taller de reparació d'automòbils i de material agrícola, 1 fusteria, 1 lampisteria i 1 perruqueria.
L'any 2000 a Montsurvent hi havia 21 explotacions agrícoles que ocupaven un total de 605 hectàrees.

## Poblacions més properes
El següent diagrama mostra les poblacions més properes.